# Alexandre Balaud
Alexandre Balaud (27 de febrero de 1975) es un deportista francés que compitió en ciclismo de montaña en la disciplina de descenso. Ganó una medalla de bronce en el Campeonato Europeo de Ciclismo de Montaña de 1995.

## Palmarés internacional
| Campeonato Europeo | Campeonato Europeo                | Campeonato Europeo | Campeonato Europeo |
| Año                | Lugar                             | Medalla            | Competición        |
| ------------------ | --------------------------------- | ------------------ | ------------------ |
| 1995               | Špindlerův Mlýn (República Checa) | Medalla de bronce  | Descenso           |